# NBA All-Star utakmica 2009.
NBA All-Star utakmica 2009. 58. je tradicionalna All-Star utakmica koja se održala 15. veljače 2009. u US Airways Center dvorani u Phoenixu. Phoenix je tako revijalnu utakmicu najvećih NBA zvijezda organizirao po treći put nakon 1975. i 1995. godine. U Rookie Challengeu, tradicionalnoj predigri onom završnom All-Star događaju koje uključuje All-Star utakmicu i natjecanja u vještinama, zakucavanjima i tricama. Ove godine igrači druge godine, Sophomores svladali su novake sa 122:116. Kevin Durant je za igrače druge godine odigrao gotovo savršenu utakmicu, ubacio je 46 poena i tako postavio novi rekord po broju poena na Rookie Challengeu. Prijašnji je držao Amar'e Stoudemire koji je 2004. godine ubacio 36 poena. Durant je također bio pobjednik natjecanja H-O-R-S-E.
Nate Robinson, 175 centimetara visok razigravač New York Knicksa, proglašen je za pobjednik natjecanja u zakucavanju. U finalnim nadmetanjima pobijedio branitelja naslova, centra Orlando Magica Dwighta Howarda. U natjecanju trica je pobjednikom postao Deaquan Cook iz Miamija koji je u završnom nadmetanju ubacio 19 trica i tako pobijedio Rasharda Lewisa iz Orlanda.
Revijalna All-Star utakmica NBA lige i glavni događaj vikenda okončan je pobjedom (146:119) igrača iz Zapadne konferencije lige, a nagradu za najkorisnijeg igrača podijelili su Kobe Bryant i Shaquille O'Neal. Obojici je ovo treći naslov najkorisnijeg igrača revijalnog susreta. Jednako toliko imaju Michael Jordan i Oscar Robertson, jedan više od njih u vlasništvu je Boba Pettita. 

## All-Star utakmica

### Igrači
Kao i svake godine, završetak glasovanja za All-Star susret donosi podvojene reakcije. Uvijek se nađe nezadovoljnika koji misle da bi trebali nastupiti na susretu zvijezda, gdje bi neki od njih objektivno i trebali, no mjesta nema dovoljno za sve tako da nekolicina vrhunskih igrača promatra showtime s tribine. Sustav biranja igrača je sljedeći. Navijači svojim glasovima određuju početne petorke Istoka i Zapada. Nakon toga, treneri odabiru pet igrača prema pozicijama (dva beka, dva krila i centar), a preostala dva mjesta u momčadi odabiru također treneri, samo sada bez obzira na pozicije. Ako se neki od izabranih ozlijedi, zamjenu će imenovati komesar lige David Stern. 
Centar Orlando Magica Dwight Howard dobio je rekordnih 3.150.181 glasova ljubitelja košarke u izboru za startne petorke za ovogodišnju NBA All-Star utakmicu. Uz Howarda u početnu petorku Istoka izabrani su braniči Dwyane Wade (Miami Heat, 2.741.413 glasova) i Allen Iverson (Detroit Pistons, 1.804.649), te krila LeBron James (Cleveland Cavaliers, 2.940.823) i Kevin Garnett (Boston Celtics, 2.066.833). U pričuvama Istoka koji su izabrali treneri su Chris Bosh (Toronto), Danny Granger (Indiana), Devin Harris (New Jersey), Joe Johnson (Atlanta), Rashard Lewis, Jameer Nelson (oba Orlando) i Paul Pierce (Boston).
U prvu petorku Zapada izabrani su centar Yao Ming (Houston Rockets, 2.532.958), braniči Kobe Bryant (Los Angeles Lakers, 2.805.397) i Chris Paul (New Orleans Hornets, 2.134.798), te krila Tim Duncan (San Antonio Spurs, 2.578.168) i Amare Stoudemire (Phoenix Suns, 1.460.429). U pričuvama Zapada su Chauncey Billups (Denver), Pau Gasol (L.A. Lakers), Dirk Nowitzki (Dallas), Shaquille O'Neal (Phoenix), Tony Parker (San Antonio), Brandon Roy (Portland) i David West (New Orleans).
I dok je u dresu Istoka na svoj prvi revijalni susret istrčao Indianin Danny Granger, svoj jubilarni 15. put napravio je to Phoenixov veteran Shaquille O'Neal. O'Neal je sada drugi igrač u povijesti po broju All-Star nominacija, a rekord drži legendarni košarkaš Lakersa Kareem Abdul-Jabbar s 19 nominacija.

### Treneri
Čast da vodi najbolje košarkaše Istoka pripala je treneru Clevelanda Mikeu Brownu, dok će igrače Zapada voditi trener L.A. Lakersa Phil Jackson.

### Rosteri
| Poz.                                            | Igrač            | Klub                | Broj nastupa | Br. glasova |
| Starteri                                        | Starteri         | Starteri            | Starteri     | Starteri    |
| ----------------------------------------------- | ---------------- | ------------------- | ------------ | ----------- |
| G                                               | Allen Iverson    | Detroit Pistons     | 10.          | 1.804.649   |
| G                                               | Dwyane Wade      | Miami Heat          | 5.           | 2.741.413   |
| F                                               | LeBron James     | Cleveland Cavaliers | 5.           | 2.940.823   |
| F                                               | Kevin Garnett    | Boston Celtics      | 12.          | 2.066.833   |
| C                                               | Dwight Howard    | Orlando Magic       | 3.           | 3.150.181   |
| Klupa                                           |                  |                     |              |             |
| G                                               | Ray Allen1       | Boston Celtics      | 9.           | —           |
| G                                               | Devin Harris     | New Jersey Nets     | 1.           | —           |
| G                                               | Joe Johnson      | Atlanta Hawks       | 3.           | —           |
| G                                               | Jameer NelsonINJ | Orlando Magic       | 1.           | —           |
| G                                               | Mo Williams2     | Cleveland Cavaliers | 1.           | —           |
| F                                               | Danny Granger    | Indiana Pacers      | 1.           | —           |
| F                                               | Rashard Lewis    | Orlando Magic       | 2.           | —           |
| F                                               | Paul Pierce      | Boston Celtics      | 7.           | —           |
| F/C3                                            | Chris BoshINJ    | Toronto Raptors     | 4.           | —           |
| Glavni trener: Mike Brown (Cleveland Cavaliers) |                  |                     |              |             |

| Poz.                                             | Igrač             | Klub                   | Br. nastupa | Br. glasova |
| Starteri                                         | Starteri          | Starteri               | Starteri    | Starteri    |
| ------------------------------------------------ | ----------------- | ---------------------- | ----------- | ----------- |
| G                                                | Chris Paul        | New Orleans Hornets    | 2.          | 2.134.798   |
| G                                                | Kobe Bryant       | Los Angeles Lakers     | 11.         | 2.805.397   |
| F                                                | Amar'e Stoudemire | Phoenix Suns           | 4.          | 1.460.429   |
| F                                                | Tim Duncan        | San Antonio Spurs      | 11.         | 2.578.168   |
| C                                                | Yao Ming          | Houston Rockets        | 7.          | 2.532.958   |
| Klupa                                            |                   |                        |             |             |
| G                                                | Chauncey Billups  | Denver Nuggets         | 4.          | —           |
| G                                                | Tony Parker       | San Antonio Spurs      | 3.          | —           |
| G                                                | Brandon Roy       | Portland Trail Blazers | 2.          | —           |
| F                                                | Pau Gasol         | Los Angeles Lakers     | 2.          | —           |
| F                                                | Dirk Nowitzki     | Dallas Mavericks       | 8.          | —           |
| F                                                | David West        | New Orleans Hornets    | 2.          | —           |
| C                                                | Shaquille O'Neal  | Phoenix Suns           | 15.         | —           |
| Glavni trener: Phil Jackson (Los Angeles Lakers) |                   |                        |             |             |

^INJ  Ne može sudjelovati zbog ozljede.

^1  Ray Allen pozvan kao zamjena za ozljeđenog Jameera Nelsona.

^2  Mo Williams pozvan kao zamjena za ozljeđenog Chrisa Bosha.

^3  Chris Bosh je na All-Star pozvan kao zamjenski centar, iako je njegova prirodna pozicija krilni igrač.

### Utakmica
| 15. veljače 2009. 08:00 p.m (17:00 po našem vremenu) | Recap Boxscore | Istočna konferencija                                                        | 119–146 | Zapadna konferencija                                                   |  | US Airways Center, Phoenix, Arizona Gledatelji 16.382 Suci: - #25 Tony Brothers - #44 Ron Olesiak - #18 Mark Wunderlich | TNT |
| 15. veljače 2009. 08:00 p.m (17:00 po našem vremenu) | Recap Boxscore | Po četvrtinama: 27–34, 40–38, 24–38, 28–36                                  |         |                                                                        |  | US Airways Center, Phoenix, Arizona Gledatelji 16.382 Suci: - #25 Tony Brothers - #44 Ron Olesiak - #18 Mark Wunderlich | TNT |
| 15. veljače 2009. 08:00 p.m (17:00 po našem vremenu) | Recap Boxscore | Koševi: LeBron James 20 Skokovi: Dwight Howard 9 Asistencije: Dwyane Wade 5 |         | Koševi: Kobe Bryant 27 Skokovi: Pau Gasol 8 Asistencije: Chris Paul 14 |  | US Airways Center, Phoenix, Arizona Gledatelji 16.382 Suci: - #25 Tony Brothers - #44 Ron Olesiak - #18 Mark Wunderlich | TNT |

Za uvod u NBA All-Star utakmicu u Phoenixu zaslužan je košarkaš Phoenix Sunsa Shaquille O'Neal koji je priredio šou ulaskom u igru u plesnom ritmom uz pomoć hip-hop grupe JabbaWockeeZ. Utakmica je bila u znaku dvojca Zapada - Kobe Bryant i Shaquille O’Neal, koji su podijelili nagradu za najkorisnijeg igrača utakmice. Obojici je ovo treći naslov najkorisnijeg igrača revijalnog susreta. Kobe Bryant je ubacio 27 poena, a Shaq s klupe 17. Kod Istoka je LeBron James upisao 20 poena, Pierce i Wade dodali su po 18. U nevažnom rezultatskom okruženju Zapad je slavio nad Istokom 146:119. 

## NBA All-Star vikend

### Rookie Challenge
T-Mobile Rookie Challenge je utakmica između novaka (rookieja) i igrača druge godine (sophomoresa). Utakmica se igra na dva poluvremena, slično kao na sveučilišnoj košarci. U ovogodišnjoj rookie momčadi bili su prvi izbor drafta Derrick Rose, dok se ostatak momčadi sastojao od čak petorice iz top 10 igrača izabranih na draftu, te trojice igrača (Greg Oden, Rudy Fernández i Marc Gasol) s drafta 2007. godine kojima je ovo bila prva godina u NBA ligi. U momčadi sophomorea svoje mjesto su pronašli četvorica prošlogodišnjih novaka Kevin Durant, Jeff Green, Al Horford i Luis Scola. Momčad novaka i igrača druge godine vodili su pomoćni trener L.A. Lakersa i Cleveland Cavaliersa Kurt Rambis, odnosno John Kuester. Za pomoćne trenere postavljen je dvojac na All-Star susretu Dwight Howard i Dwyane Wade. 
| Poz.                                            | Igrač             | Klub                   |
| ----------------------------------------------- | ----------------- | ---------------------- |
| F                                               | Michael Beasley   | Miami Heat             |
| G/F                                             | Rudy Fernández    | Portland Trail Blazers |
| C                                               | Marc Gasol        | Memphis Grizzlies      |
| G                                               | Eric Gordon       | Los Angeles Clippers   |
| C                                               | Brook Lopez       | New Jersey Nets        |
| G                                               | O. J. Mayo        | Memphis Grizzlies      |
| C                                               | Greg OdenINJ      | Portland Trail Blazers |
| G                                               | Derrick Rose      | Chicago Bulls          |
| G                                               | Russell Westbrook | Oklahoma City Thunder  |
| Glavni trener: Kurt Rambis (Los Angeles Lakers) |                   |                        |
| Pomoćni trener: Dwyane Wade (Miami Heat)        |                   |                        |

| Poz.                                              | Igrač           | Klub                  |
| ------------------------------------------------- | --------------- | --------------------- |
| G                                                 | Aaron Brooks    | Houston Rockets       |
| F                                                 | Wilson Chandler | New York Knicks       |
| G/F                                               | Kevin Durant    | Oklahoma City Thunder |
| F                                                 | Jeff Green      | Oklahoma City Thunder |
| F/C                                               | Al Horford      | Atlanta Hawks         |
| F/C                                               | Luis Scola      | Houston Rockets       |
| F                                                 | Al Thornton     | Los Angeles Clippers  |
| G                                                 | Rodney Stuckey  | Detroit Pistons       |
| F                                                 | Thaddeus Young  | Philadelphia 76ers    |
| Glavni trener: John Kuester (Cleveland Cavaliers) |                 |                       |
| Pomoćni trener: Dwight Howard (Orlando Magic)     |                 |                       |

^INJ  Ne može sudjelovati zbog ozljede.
| 13. veljače 2009. | Recap Boxscore | Rookies                                                                      | 116–122 | Sophomores                                                                        |  | US Airways Center, Phoenix, Arizona Gledatelji 16.362 Suci: - #56 Mark Ayotte - #64 Eli Roe - #42 Eric Lewis | TNT |
| 13. veljače 2009. | Recap Boxscore | Poluvrijeme: 61–58, 55–64                                                    |         |                                                                                   |  | US Airways Center, Phoenix, Arizona Gledatelji 16.362 Suci: - #56 Mark Ayotte - #64 Eli Roe - #42 Eric Lewis | TNT |
| 13. veljače 2009. | Recap Boxscore | Koševi: Michael Beasley 29 Skokovi: Marc Gasol 8 Asistencije: Derrick Rose 7 |         | Koševi: Kevin Durant 46 Skokovi: Durant, Chandler 7 Asistencije: Rodney Stuckey 9 |  | US Airways Center, Phoenix, Arizona Gledatelji 16.362 Suci: - #56 Mark Ayotte - #64 Eli Roe - #42 Eric Lewis | TNT |

Za razliku od nekih prošlih Rookie Challenge susreta, ovaj je bio iznimno natjecateljski raspoložen, a u takvoj atmosferi se sjajno snašao sophmore Kevin Durant, koji je svoju momčad predvodio do pobjede 122:116. Durant je pritom postavio rekord utakmica između rookieja i igrača druge godine, ubacivši 46 poena, uz sjajan šut 17/25. To je bila sedma poraz zaredom igrača druge godine, nad momčadi novaka. 

### Slam Dunk natjecanje
U Sprite Slam Dunk Contestu, ili natjecanju u zakucavanju sudjelovali su prošlogodišnji pobjednik Dwight Howard (Orlando Magic), pobjednik iz 2006. Nate Robinson (New York Knicks), J. R. Smith (Denver Nuggets), te novak Rudy Fernández. Fernandez je dobio najviše glasova navijača od svih novaka u ligi, njih 251.868 glasalo je za Fernandeza, dok je Russell Westbrook na drugom mjestu dobio 147.279 glasova. Time je postao prvi stranac u natjecanju u zakucavanju na NBA All Star vikendu. Smith je u izbor upao nakon što je zbog ozljede otkazao Rudy Gay (Memphis Grizzlies).  
U žiriju su se nalazili bivši pobjednici u zakucavanju Larry Nance i Cedric Ceballos, najkorisniji igrač All-Star susreta 1987. Tom Chambers te trostruki All-Star igrači Kevin Johnson i Dan Majerle.
U kvalifikacijama su ispali Fernandez, te J.R. Smith. Fernandez je bio najavljivao spektakularno zakucavanje prije samog natjecanja, a jedno takvo je bilo ono uz pomoć sunarodnjaka Paua Gasola. Sve se odvijalo iza koša, gdje je Gasol asistirao bacivši loptu u tablu, a Fernandez se u naletu, iza koša, skokom prebacio na "pravu stranu" i zakucao. No, to nije bilo dovoljno za ulazak u finale. Ondje su se međusobno suočili Robinson i Howard te je u finanim nadmetanjima na kraju slavio razigravač Knicksa. Upravo je Howard pomogao Robinsonu da osvoji naslov pobjednika jer je direktno sudjelovao u zakucavanju koje je Robinsonu donijelo maksimalne bodove za pobjedu. Howard je stajao ispod koša, a Robinson ga je u trku preskočio, te zakucao za pobjedu. 
| Poz. | Igrač          | Klub                   | Visina (cm) | Težina (kg) | Prvi krug | Prvi krug | Prvi krug | Finale     |
| Poz. | Igrač          | Klub                   | Visina (cm) | Težina (kg) | 1. zakuc. | 2. zakuc. | Ukupno    | Glasovanje |
| ---- | -------------- | ---------------------- | ----------- | ----------- | --------- | --------- | --------- | ---------- |
| G    | Nate Robinson  | New York Knicks        | 175         | 82          | 46        | 41        | 87        | 52%        |
| C    | Dwight Howard  | Orlando Magic          | 211         | 120         | 50        | 50        | 100       | 48%        |
| G    | J. R. Smith    | Denver Nuggets         | 198         | 100         | 43        | 42        | 85        | —          |
| G/F  | Rudy Fernández | Portland Trail Blazers | 198         | 84          | 42        | 42        | 84        | —          |
| F    | Rudy GayINJ    | Memphis Grizzlies      | 203         | 101         | —         | —         | —         | —          |

^INJ  Ne može sudjelovati zbog ozljede. J. R. Smith pozvan kao zamjena za Rudy Gaya.

### Natjecanje u tricama
U Foot Locker Three-Point Shootout natjecanju, ili natjecanju u tricama sudjelovali su dvostruki pobjednik Jason Kapono (Toronto Raptors), Mike Bibby (Atlanta Hawks), Danny Granger (Indiana Pacers), Roger Mason (San Antonio), Daequan Cook (Miami Heat) i Rashard Lewis (Orlando Magic). Tijekom natjecanja cilj je postići što više poena u roku od jedne minute. Igrači počinju iz kuta, a zatim se kreću od jedne do druge pozicije sve dok ne dođu do drugog kuta. Na svakoj šuterskoj stanici ima pet lopti. Od tih pet lopti, četiri vrijede po jedan poen, a zadnja šarena lopta (eng. money ball) vrijedi dva poena. Najveći mogući zbroj bodova u jednom krugu je 30.  
U ranijem dijelu natjecanja su ispali Bibby, Granger i Mason, a pobjednikom je postao Cook koji je u završnom nadmetanju ubacio 19 trica i tako pobijedio Lewisa. Inače, prošlogodišnji pobjednik - Jason Kapono, također je posustao u završnici te nije uspio izjednačiti rekord Larryja Birda s tri pobjede zaredom.
| Poz. | Igrač         | Klub              | Visina (cm) | Težina (kg) | Prvi krug | Finale | Među. ogled |
| ---- | ------------- | ----------------- | ----------- | ----------- | --------- | ------ | ----------- |
| G    | Daequan Cook  | Miami Heat        | 193         | 93          | 18        | 15     | 19          |
| F    | Rashard Lewis | Orlando Magic     | 208         | 102         | 17        | 15     | 7           |
| G/F  | Jason Kapono  | Toronto Raptors   | 203         | 98          | 16        | 14     | —           |
| G    | Mike Bibby    | Atlanta Hawks     | 188         | 88          | 14        | —      | —           |
| G/F  | Danny Granger | Indiana Pacers    | 203         | 103         | 13        | —      | —           |
| G    | Roger Mason   | San Antonio Spurs | 196         | 96          | 13        | —      | —           |

### Skills Challenge
Na PlayStation Skills Challengeu, ili natjecanju u demonstriranju košarkaških vještina sudjeluju četiri igrača. Derrick Rose, prvi izbor NBA drafta 2008. pridružio se All-Star trojcu, Devin Harris, Jameer Nelson i Tony Parker. Cilj igre je da se u što kraćem vremenu prođe "poligon s preprekama". Prepreke se prolaze driblingom, dodavanjem i šutom. Cijelo vrijeme igrač se mora pridržavati osnovnih pravila NBA lige koji se tiču kontrole i vođenja.
Rose je u prvom krugu ostvario najbrže vrijeme od 33.3 sekunde, što je tri sekunde brže od drugoplasiranog Harrisa. Williams je s vremenom 37.5 sekundi eliminiran iz daljnjeg natjecanja, nakon što je za 4.3 sekunde zaostajao za vodećim Roseom. Parker je također ispao iz daljnjeg natjecanja nakon što je ostvario najgore vrijeme u povijesti Skills Challengea. Svoj krug završio je s vremenom 50.8. Prethodni najslabiji rezultat bio je onaj iz 2003. godine s vremenom od 45.5 sekundi. 
Harris je svoj krug završio s vremenom 39.7 sekundi, što je 3.1 sekundu sporije od svog prethodnog kruga. Rose je pobjednikom natjecanja postao s vremenom od 35.3 sekunde i za kraj priedio atraktivno zakucavanje. 
| Poz. | Igrači           | Klub                | Visina (cm) | Težina (kg) | Prvi krug | Finale |
| ---- | ---------------- | ------------------- | ----------- | ----------- | --------- | ------ |
| G    | Derrick Rose     | Chicago Bulls       | 191         | 86          | 33.3      | 35.3   |
| G    | Devin Harris     | New Jersey Nets     | 191         | 84          | 36.6      | 39.7   |
| G    | Mo Williams      | Cleveland Cavaliers | 185         | 86          | 37.5      | —      |
| G    | Tony Parker      | San Antonio Spurs   | 188         | 82          | 50.8      | —      |
| G    | Jameer NelsonINJ | Orlando Magic       | 183         | 86          | —         | —      |

^INJ  Ne može sudjelovati zbog ozljede. Mo Williams pozvan kao zamjena za Jameera Nelsona.

### Shooting Stars natjecanje
Na Haier Shooting Stars Competition, ili mješovitom natjecanju u šutiranju nastupili su predstavnici četiriju gradova: Detroit, Los Angeles, San Antonio i domaćin Phoenix. Svaku ekipu (grad) predstavljala su tri člana; jedan aktivni igrač NBA, jedna aktivna igračica WNBA i bivša zvijezda NBA. Cilj je iz šest različitih pozicija pogoditi šest šuteva, a čija ekipa, odnosno grad u najbržem vremenu ostvari cilj, pobjednik je ovog natjecanja. Na ovogodišnjem izdanju, među ostalim, u ekipama mogli vidjeti legendarnog igrača L.A. Lakersa iz '80-ih Michaela Coopera i zločestog dečka Detroit Pistonsa Billa Laimbeera. U ovom zanimljivom natjecanju pobjedu je odnio Detroit svladavši Phoenix u finalnoj seriji. Tako je Laimbeer postao prvi dvostruki pobjednik Shooting Starsa.
| Grad        | Članovi         | Klub                            | Prvi krug | Finale |
| ----------- | --------------- | ------------------------------- | --------- | ------ |
| Detroit     | Arron Afflalo   | Detroit Pistons                 | 59.3      | 58.4   |
| Detroit     | Katie Smith     | Detroit Shock                   | 59.3      | 58.4   |
| Detroit     | Bill Laimbeer   | Detroit Pistons (umirovljen)    | 59.3      | 58.4   |
| Phoenix     | Leandro Barbosa | Phoenix Suns                    | 53.3      | 1:19   |
| Phoenix     | Tangela Smith   | Phoenix Mercury                 | 53.3      | 1:19   |
| Phoenix     | Dan Majerle     | Phoenix Suns (umirovljen)       | 53.3      | 1:19   |
| San Antonio | Tim Duncan      | San Antonio Spurs               | 1:06      | —      |
| San Antonio | Becky Hammon    | San Antonio Silver Stars        | 1:06      | —      |
| San Antonio | David Robinson  | San Antonio Spurs (umirovljen)  | 1:06      | —      |
| Los Angeles | Derek Fisher    | Los Angeles Lakers              | 1:16      | —      |
| Los Angeles | Lisa Leslie     | Los Angeles Sparks              | 1:16      | —      |
| Los Angeles | Michael Cooper  | Los Angeles Lakers (umirovljen) | 1:16      | —      |

## Televizijski prijenosi
Turner Broadcasting Network (TNT) već šestu godinu zaredom prenosi All-Star u Sjedinjenim Državama, dok u Kanadi televizijski prijenos omogućuje mreža The Sports Network (TSN). TNT, uz to je otkupio prava prijenosa na Rookie Challenge i All-Star Saturday Night events. Utakmicu slavnih prenosi ESPN, a događaje oko D-League All-Stara mreža NBA TV.  

#### U inzozemstvu
| - Afrika: Canal+ Horizons, ESPN Africa - Angola: TPA - Nigerija: Silverbird TV - Azija-Pacifik: ESPN Asia - Australija: ESPN Australia - NR Kina: CCTV-5, Guangdong TV, Shanghai TV - Hong Kong: ESPN Hongkong, TVB HD Jade, TVB Pearl - Indija: ESPN India - Indija: JakTV - Japan: J Sports, NHK BS-1, NHK Digital Hivision, NBA League Pass (SKY PerfectTV!) - Malezija: ESPN Malaysia - Filipini: C/S 9, Basketball TV - Tajland: Star Sports Taiwan - Južna Koreja: MBC-ESPN - Europa - Albanija: Telesport - Armenija: AR TV - Belgija: Be 1, Prime Sport 1 - Bosna i Hercegovina: OBN TV - Bugarska: TV7 - Cipar: Alfa TV - Češka: Nova Sport - Danska: dk4 - Finska: Urheilu+Kanava - Francuska: Canal+, Orange Sport - Njemačka: ZDF | - Grčka: ET1 - Mađarska: Sport 1 - Island: Stöð 2 Sport - Izrael: Sport 5 - Italija: SKY Sport 2, SKY Sport HD - Latvija: LTV 7 - Sjeverna Makedonija: Alfa TV - Malta: Melita Sports 1 - Nizozemska: Sport1, Sport1 HD - Poljska: Canal+ Sport, Orange Sport - Portugal: Sport TV 1, Sport TV HD - Rumunjska: Boom Sport One - Rusija: NTV Plus Sport, NTV Plus HD - Slovenija: Sport TV - Španjolska: Canal+, Canal+ Deportes, Cuatro - Turska: NTV, NTV Spor - Ujedinjeno Kraljevstvo: Five - Latinska Amerika: ESPN Latin America, DirecTV South America - Argentina: Canal 7 - Brazil: ESPN Brasil - Jamajka: CVM - Meksiko: Cadena 3 - Panama: Cable Onda - Peru: CMD - Surinam: SCCN - Venezuela: Sport Plus |

## Vanjske poveznice
- NBA All-Star 2009 na NBA.com
- NBA All-Star 2009 na ESPN.com